# Заверце Борове-Поле
Заверце Борове-Поле (пол. Zawiercie Borowe Pole) — остановочный пункт в городе Заверце (расположен в дзельнице Борове-Поле), в Силезском воеводстве Польши. Имеет 2 платформы и 2 пути.
Остановочный пункт на железнодорожной линии Варшава — Катовице, построен в 1960 году.